# Henry River (Ashburton River)
Der Henry River ist ein Fluss in der Region Pilbara im Nordwesten des australischen Bundesstaats Western Australia.

## Geografie
Der Fluss entspringt zwischen High Range und Barlee Range und fließt entlang der Westgrenze der Barlee Range Nature Reserve nach Norden. Südöstlich von Nanutarra Roadhouse mündet er in den Ashburton River.

### Nebenflüsse mit Mündungshöhen
- Henry River East Branch – 260 m
- Discovery Creek – 219 m
- Telfer River – 169 m
- Wongida Creek – 114 m
- Wannery Creek – 108 m[1]

## Namensherkunft
Der Fluss wurde 1866 vom Pastoralisten und Forscher E. T. Hooley beim Anlegen einer Viehtriebroute von Perth nach Roebourne entdeckt und benannt. Hooley benannte den Fluss nach John Henry Monger, einem Kaufmann aus York.